# هدف کوپیدو
هدف کوپیدو (انگلیسی: Cupid's Target) یک فیلم کمدی صامت کوتاه به کارگردانی جرالد تی. هِـوِنـِر است که در سال ۱۹۱۵ منتشر شد. از بازیگران این فیلم می‌توان به اولیور هاردی، جرالد تی. هونر و هری لورین اشاره کرد.